# Lower Subansiri (huyện)
Huyện Lower Subansiri là một huyện thuộc bang Arunachal Pradesh, Ấn Độ. Thủ phủ huyện Lower Subansiri đóng ở Ziro. Huyện Lower Subansiri có diện tích 10135 ki lô mét vuông. Đến thời điểm năm 2001, huyện Lower Subansiri có dân số 97614 người.